# بورنشت (پوتسدام)
بورنشت (به آلمانی: Bornstedt) یک منطقهٔ مسکونی در آلمان است که در پوتسدام واقع شده‌است. بورنشت ۷٬۹۵۴ نفر جمعیت دارد.